# Nemanja Mihajlović
Nemanja Mihajlović, né le 19 janvier 1996 à Belgrade, est un footballeur serbe. Il évolue au poste d'ailier.

## Statistiques
| Saison                | Club                  | Championnat           | Championnat | Championnat | Coupe(s) nationale(s) | Coupe(s) nationale(s) | Total | Total |
| Saison                | Club                  | Division              | M.          | B.          | M.                    | B.                    | M.    | B.    |
| 2012-2013             | Rad Belgrade          | SuperLiga             | 4           | 0           | 0                     | 0                     | 4     | 0     |
| 2013-2014             | Rad Belgrade          | SuperLiga             | 19          | 0           | 2                     | 0                     | 21    | 0     |
| 2014-2015             | Rad Belgrade          | SuperLiga             | 24          | 2           | 2                     | 0                     | 26    | 2     |
| 2015-2016             | Rad Belgrade          | SuperLiga             | 7           | 3           | 0                     | 0                     | 7     | 3     |
| Sous-total            | Sous-total            | Sous-total            | 54          | 5           | 7                     | 0                     | 61    | 5     |
| 2015-2016             | Partizan Belgrade     | SuperLiga             | 14          | 5           | 4                     | 2                     | 18    | 7     |
| Sous-total            | Sous-total            | Sous-total            | 14          | 5           | 4                     | 2                     | 18    | 7     |
| Total sur la carrière | Total sur la carrière | Total sur la carrière | 68          | 10          | 11                    | 2                     | 79    | 12    |

## Palmarès
- Vainqueur de la Coupe de Serbie en 2016 et 2017 avec le Partizan Belgrade
- Championnat de Serbie en 2017